# 古河警察署
古河警察署（こがけいさつしょ）は、茨城県警察が管轄する警察署の一つである。署長は警視。

## 所在地
- 茨城県古河市旭町1丁目1番23号

## 管轄区域
- 古河市

## 沿革
- 1876年（明治9年） - 境警察出張所古河屯所
- 1921年（大正10年） - 古河警察署として独立
- 1966年（昭和41年） - 現庁舎建設
- 1987年（昭和62年） - 現庁舎改築
- 2005年（平成17年）- 古河市・総和町・三和町合併により、旧三和町の管轄が境警察署から古河警察署に移行

## 組織
- 署長
- 副署長
- 警務課
  - 警務係
  - 総合相談係
  - 被害者支援係
- 会計課
- 地域課
- 生活安全課
  - 銃刀係
- 刑事課
  - 鑑識係
- 交通課
- 警備課

## 交番
- 古河駅前交番  - 古河市本町1丁目1-15
- 鴻巣交番 - 古河市鴻巣1154-3
- 下山交番 - 古河市東3丁目1-19
- 駒羽根交番 - 古河市駒羽根1391-1
- 三和交番 - 古河市仁連1932-6

## 駐在所
- 中田駐在所  - 古河市中田1325-16
- 小堤駐在所 - 古河市小堤1410-3